# Теодорос Кукулакис
Теодорос Кукулакис (на гръцки: Θεόδωρος Κουκουλάκης) е гръцки революционер, деец на Гръцката въоръжена пропаганда в Македония от началото на XX век.

## Биография
Теодорос Кукулакис е роден в Лаки на остров Крит. Служи в гръцката армия с чин поручик. Присъединява се към гръцката пропаганда и пристига в Македония през октомври 1904 г. и първоначално е подкапитан на Георгиос Цондос, а след това заместник на Петрос Манос. Взима участие в сраженията при Клисура, Осничани и Аи Лиа в Горуша.
Четата на Теодорос Кукулакис заедно с тези на Георгиос Цондос, Евтимиос Каудис, Георгиос Макрис и Павлос Гипарис, Йоанис Каравитис, Стефанос Дукас, Йоанис Пулакас и Филипос Китринярис участва в клането в Загоричани на 25 март (7 април нов стил) 1905 година.
Умира в Атина на 30 години от неизлечима болест.